# Austrolimnophila cyatheti
Austrolimnophila cyatheti là một loài ruồi trong họ Limoniidae. Chúng phân bố ở miền Australasia.